# 아이스 포세이돈
폴 마이클 조셉 데니노 (1994년 9월 29일 출생), 아이스 포세이돈으로 잘 알려진 그는 미국의 인터넷 인물, 라이브 스트리머, 유튜버이다. 그는 주로 비디오 게임 올드 스쿨 룬스케이프와 그의 IRL 스트림으로 알려져 있다. 데니노는 2017년 그의 IRL 스트림이 인기를 끌면서 정점에 올랐다. 그는 자신의 IRL 스트림을 "삶의 스트리밍"이라고 설명하며, 롤링 스톤에서 그를 "선구자 '삶의 스트리머'"로 인정했다.
그는 트위치에서 처음으로 스트리밍을 시작한 후, 한 시청자가 그의 이름으로 폭탄 위협 전화를 해서 피닉스 공항에서 비행기에서 스와팅을 당하여 공적으로 플랫폼에서 차단되었다. 이후 몇 년간 유튜브에서 스트리밍을 한 후, 그는 믹서로 옮겼으며, 2020년 7월에 스트리밍 플랫폼이 종료될 때까지 그곳에서 활동했다. 2023년 5월 6일, 데니노는 킥에서 스트리밍을 시작했다.
데니노는 CXCOIN이라는 암호화폐 펌프 앤 덤프 스킴에서 500,000달러 이상의 자금을 빼돌린 것을 인정했으며, 이는 그의 수익이 300,000달러 이상이었다. 데니노는 자신이 사기를 친 투자자에게 150,000달러를 환불할 의도를 밝혔으나, 보고서에 따르면 토큰 보유자에게 반환된 것으로 검증된 금액은 단 40,000달러에 불과하다.
2023년 6월 28일, 데니노는 태국에서 자신의 여자친구에게 랩 댄스를 하는 장면을 라이브 스트리밍 하다가 체포되어 태국의 반 포르노 법을 위반한 혐의를 받았다. 그는 체포된 직후 자신의 트위터에 사과 영상을 게시했다. 2023년 8월 18일, 데니노는 그에 대한 형사 고발이 취하되었고 태국을 떠났다고 밝혔다.
2024년 2월 16일, 데니노는 일본의 홋카이도의 바에서 소란스러운 행동으로 쫓겨났고, 이후 일본인을 도발하며 실질적으로 해를 가하고 도망치면서 사과하는 장면을 생중계했다. 그는 동종 업계의 폐끼 스트리머 조니 소말리와의 관계를 부인하고 있다. 조니 소말리는 아이스 포세이돈 갱의 일원이라고 주장했다. 또한, 새로운 비디오에서 일본을 협박하며 'CX'로 알려진 '범죄적 폐끼 라이브 스트리머 갱'의 일원이라고 주장했다. 그는 욱일기 복사본을 찢기도 했고, 같은 여행 중 농장에서 오렌지를 훔친 후 경찰에 단속당한 적도 있었다. 그리고 그는 일본 여성에게 야쿠자에게 모욕을 주도록 권장했다.
1. ↑  REALIcePoseidon (2019년 9월 29일). “프라하에 도착했습니다. 오늘 생일 스트리밍을 할 예정이에요. 저는 이제 25살이 되어 가고 있으니, 이제 정착하고 존재하지 않는 401k를 찾기 시작해야 할 것 같아요. 그리고 제 생일 소원은? 화성에 가는 것!” (트윗). 2020년 2월 9일에 확인함.
2. ↑  Velde, Issy van der (2022년 2월 1일). “Ice Poseidon Steals $500,000 From Fans In Crypto Scam” (영어). 2025년 4월 14일에 확인함.
3. ↑  “LA의 가장 원하던 남자와의 방송, '삶의 스트리머' 아이스 포세이돈”. 《Rolling Stone》. 2018년 7월 1일에 원본 문서에서 보존된 문서. 2018년 2월 27일에 확인함.
4. ↑  “비행기에서 스와팅을 당한 트위치 스트리머, 악명은 양날의 검”. 《Kotaku》. 2018년 1월 31일에 확인함.
5. ↑  REALIcePoseidon (2020년 1월 21일). “SCUFFED BROTHER LIVE 첫 믹서 이벤트 5일 연속” (트윗). 2020년 5월 1일에 확인함.
6. ↑  “마이크로소프트, 스트리밍 서비스 믹서 종료, 페이스북 게이밍으로 전환”. 《USA Today》. 2020년 6월 27일에 확인함.
7. ↑  “iceposeidon - 킥의 채널 스트림”. 《Streams Charts》. 2024년 5월 28일에 확인함.
8. ↑  아이어, 라비 (2023년 7월 5일). “아이스 포세이돈의 태국 레스토랑 영상, 킥에서 그의 열 번째 인기 영상이 되다”. 《Streams Charts》. 2024년 1월 22일에 확인함.
9. ↑  알포드, 아서 (2022년 1월 31일). “아이스 포세이돈, 팬들로부터 500k를 사기쳤다고 인정”. 《invenglobal》. 2024년 1월 10일에 확인함.
10. ↑  REALIcePoseidon (2023년 6월 29일). “폴 데니노의 공개 메시지.” (트윗). 2023년 7월 8일에 확인함.
11. ↑  쉬리바스타바, 아르네시 (2023년 8월 18일). “"불행을 바라는 증오자들에게" - 아이스 포세이돈, 감옥에서 나와 태국을 떠났다고 밝히며 "아주 운이 좋았다"고 주장”. 《Sportskeeda》.
12. ↑  https://x.com/canceljohnnys/status/1890943796361224451
13. ↑  조니 소말리, 한국 재판이迫中「일본을 파괴하겠다고 맹세하다」 베넷, 코너, date=2025년 2월 17일
14. 1 2  “Ice Poseidon Under Fire for Encouraging Japanese Woman to Insult the Yakuza”. 《Yahoo Entertainment》 (미국 영어). 2025년 1월 30일. 2025년 4월 3일에 확인함.